# Anton Hausknecht

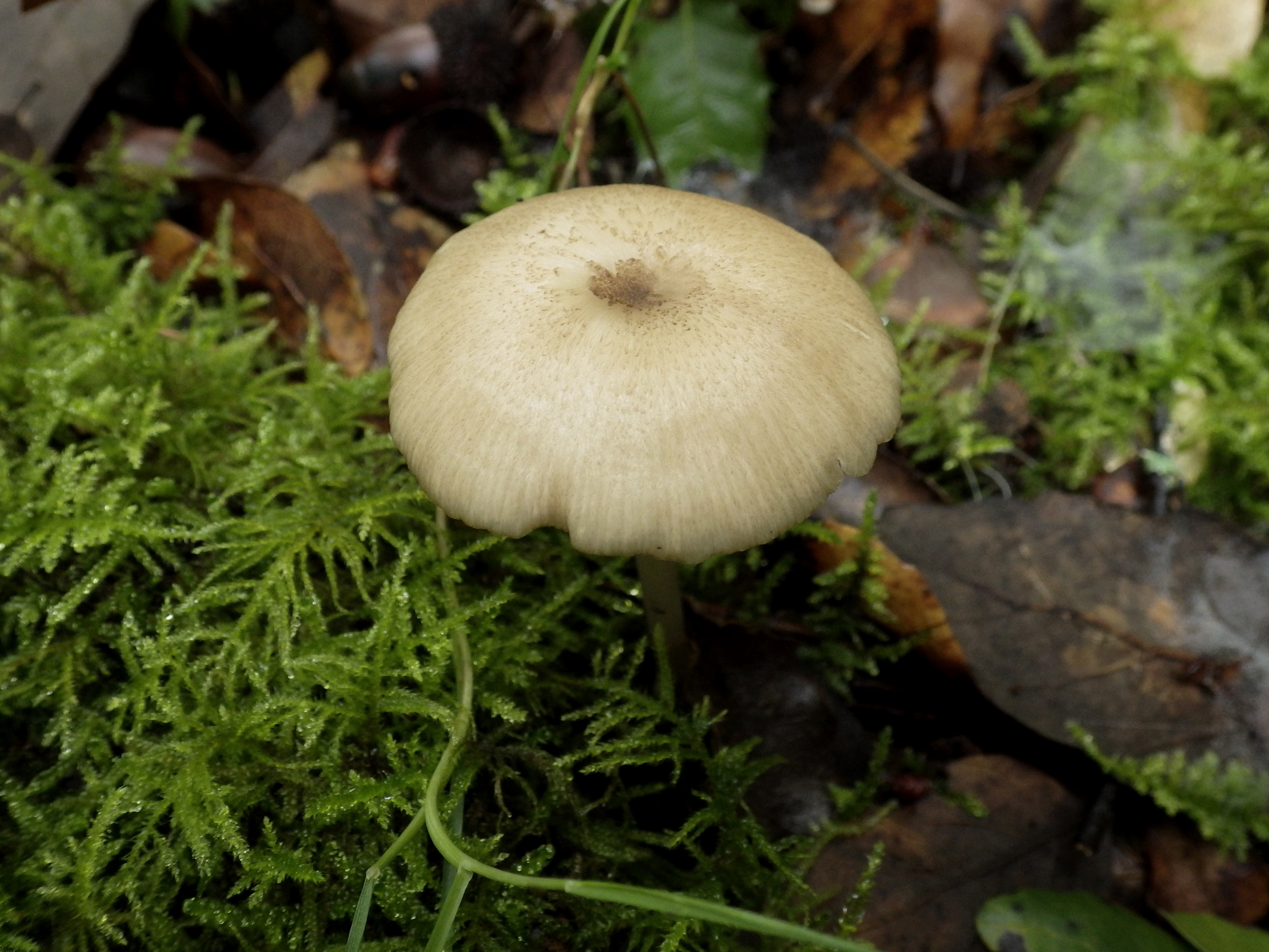
Der von Hausknecht mitentdeckte Mittelmeer-Zärtling Entoloma mediterraneense Noordel. & Hauskn. 2002

Anton Hausknecht (* 9. Jänner 1935 in Obernalb bei Retz) ist ein österreichischer Mykologe. Hausknecht veröffentlichte rund 190 wissenschaftliche Publikationen, meist in der Österreichischen Zeitschrift für Pilzkunde. Er beschrieb mehr als 150 neue Arten. Sein botanisches Autorenkürzel lautet Hauskn.

## Leben

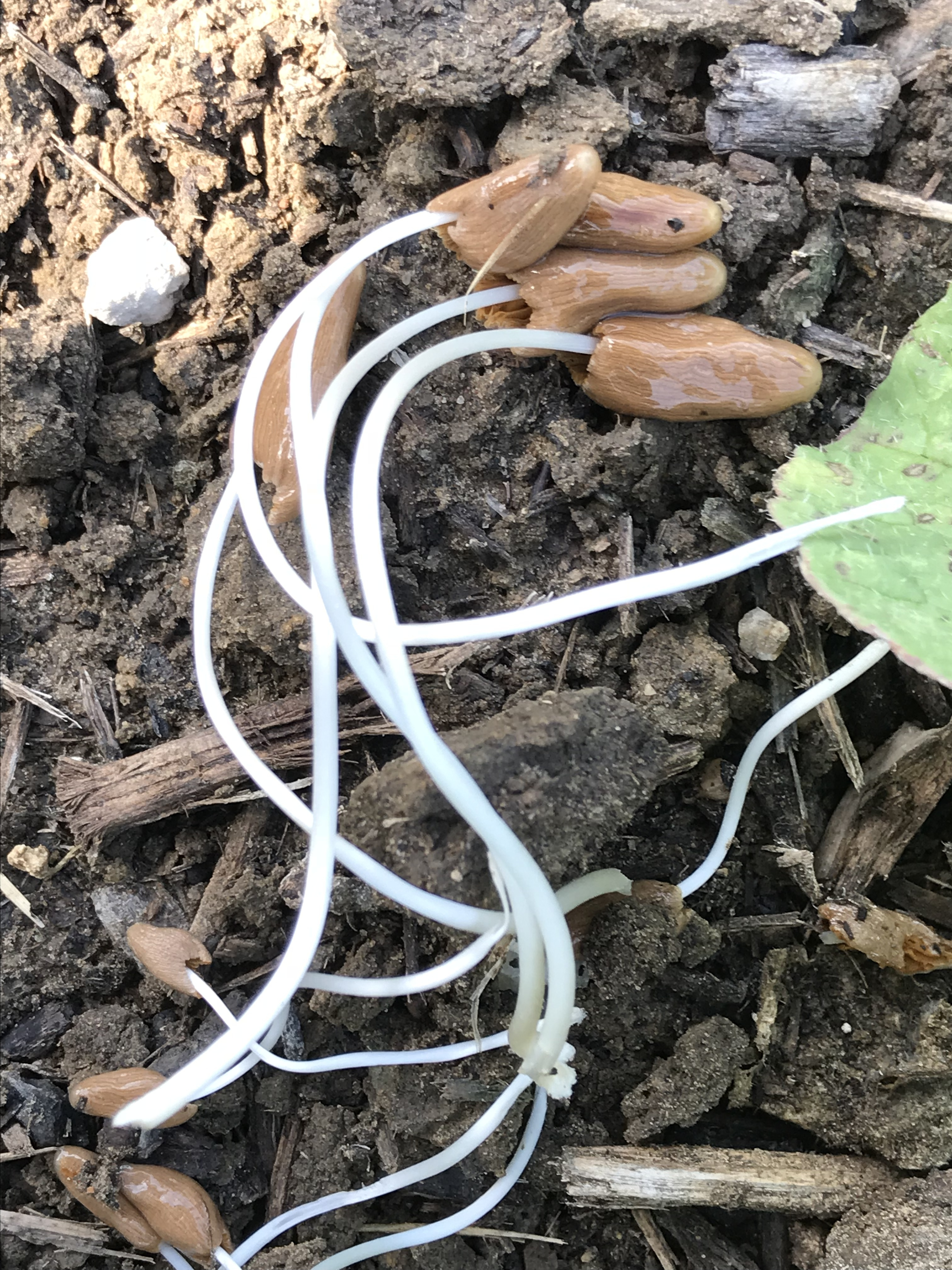
Die von Hausknecht mitentdeckte Samthäubchen-Art Conocybe deliquescens Hauskn. & Krisai 2006

Hausknecht erwarb einen Studienabschluss als Diplom-Kaufmann und war hauptberuflich Bilanzbuchhalter eines großen Industriebetriebs. Schon seit seiner Kindheit Pilzsammler, schrieb Hausknecht 1979 Meinhard Moser wegen einiger Bestimmungen an und kam so in Kontakt mit der Österreichischen Mykologischen Gesellschaft. Noch im selben Jahr besuchte er einen mykologischen Sommerkurs bei Rolf Singer, der ihn auf die Braunsporer (Bolbitiaceae) ansetzte. 1980 bearbeitete er für das Projekt „Naturschutzgebiete in Wien“ Pilzfunde aus der Lobau.
Seit seiner vorgezogenen Pensionierung widmete sich Hausknecht in Vollzeit der Mykologie. Er unterstützte jahrelang die Österreichische Zeitschrift für Pilzkunde, die auf Initiative von Irmgard Krisai-Greilhuber 1992 gegründet wurde, und war langjähriger Mitherausgeber. 2009 publizierte er das maßgebliche Standardwerk über die Gattungen Conocybe und Pholiotina. Von 2001 bis 2014 war er Präsident der Österreichischen Mykologischen Gesellschaft und ist seitdem ihr Ehrenpräsident. Zusammen mit Irmgard Krisai-Greilhuber baute er die Datenbank der Pilze Österreichs auf, die jetzt als Mykologische Datenbank fortgesetzt wird. Weiters vergrößerte er das Herbarium der Universität Wien zu einem der wichtigsten Großpilzherbarien in Mitteleuropa.
Fünf Taxa sind bisher zu Ehren von Hausknecht benannt worden, und zwar sind es Pilzarten der Gattungen Clitopilus, Conocybe, Entoloma, Mycena und Rhodocybe jeweils mit dem Art-Epitheton hausknechtii.

## Werke (Auswahl)
- Hausknecht, Anton: A monograph of the genera Conocybe Fayod, Pholiotina Fayod in Europe. Alassio (Savona): Candusso, 2009, ISBN 978-88-901057-8-4.
- Hausknecht, Anton; Krisai, Irmgard: A new species of Crepidotus (Crepidotaceae), in: Österreichisches botanisches Wochenblatt 161, Nr. 3–4/Sept. 1988, S. 183–188.
- Horak, Egon, unter Mitarbeit von Anton Hausknecht (Bolbitiaceae) und P. A. Moreau (Alnicola): Röhrlinge und Blätterpilze in Europa: Bestimmungsschlüssel für Polyporales. München: Elsevier, 2005, ISBN 978-3-8274-1478-6.